# I-sweeep
I-SWEEEP(International Sustainable World Energy Engineering Environment Project Olympiad)은 전 세계의 고등학교 과정 학생을 대상으로 에너지, 환경, 혹은 공학 관련 탐구 주제로 연구한 후 작품을 발표하는 국제대회이다. 텍사스를 기반으로 하는 코스모스 재단이 주최한다. 2008년에 처음 개최되었다.

## 스폰서
I-SWEEEP의 주최 기관이면서 가장 큰 후원자는 코스모스 재단(Cosmos Foundation)이다. 코스모스 재단은 미국 텍사스 주에 기반을 둔 비영리 단체로, 다수의 터키 교수들과 사업가들이 자금을 대고 있다. 코스모스 재단은 연중에는 주로 직접 설립한 하모니 공립 학교(Harmony Public School)을 운영하고, 5월에는 I-SWEEEP을 개최하는 업무를 한다. 코스모스 재단이 텍사스 주에서 활동을 하기 때문에 대회 또한 매년 텍사스 주의 휴스턴의  George R. Brown Convention Center에서 열린다.
그 외의 후원 기관은 매년 바뀌는데, 2012년 대회에는 미국의 공업, 건설, 민간군사 계약 회사인 KBR과 영국의 석유 회사 BP 등이 주요 후원 기관이다.

## 역사
I-SWEEEP은 2008년에 처음 열린 이후로 매년 그 규모는 대략 일정했지만, 참가하는 나라의 수는 매년 증가하는 추세이다.
- 2008년: 51개국에서 400개가 넘는 팀이 참가[3]
- 2009년: 60개국에서 450개 팀이 참가[4]
- 2010년: 70개국에서 470개 팀이 참가[5]
- 2011년: 70개국에서 440개 팀이 참가

## 대회의 세 가지 분야
I-SWEEEP은 에너지, 공학, 환경의 세 분야로 나뉘어 있어서 참가자들은 작품을 등록할 때에 분야를 골라야 한다. 두 개 이상의 분야에 속할 때에는 참가자가 한 분야를 고를 수 있다. 시상은 분야별로 따로 한다.

### 에너지
재생 가능한 에너지, 생물 에너지, 화석 연료의 환경 오염을 줄이는 방법, 청정 에너지, 에너지 보존, 에너지 관련 사업과 정책에 관한 연구는 모두 에너지 분야에 속한다.

### 공학
생명공학, 토목공학, 건축공학, 화학공학, 산업공학, 재료공학, 전기공학, 컴퓨터공학, 기계공학, 로봇공학, 열역학에 관한 연구는 모두 공학 분야에 속한다.

### 환경
토지 관리, 삼림파괴 방지 방안, 생태계 관리, 생물적 환경 정화, 공기 오염 방지 방안, 토양 오염 방지 방안, 수질 오염 방지 방안, 소음 공해 방지 방안, 자원 절약 방안에 관한 연구는 모두 환경 분야에 속한다.

## 대회 일정

### 예선
I-SWEEEP에 출전하기 위해서는 먼저 지역별 예선을 거쳐 미국 이외 나라의 경우에는 국가대표로, 미국의 경우에는 주 대표로 선발되어야 한다. I-SWEEEP의 한국 예선인 K-SWEEEP은 충청남도교육청이 주관하고 충청남도과학교육원, 순천향대학교 영재교육원, 한국과학지원단(Korea Science Service, KSS)가 주관하며 매년 1월 중순에 열린다.
2014년부터 한국과학기술지원단이 주최하는 KSEF(대한민국과학기술경진대회)에서 선발하며, 매년 1월에 전국 고등학생 대상으로 열린다. 2014년부터 한국에서 7팀이 참가 가능하다.

## 심사 기준
I-SWEEEP은 홈페이지에 심사 기준을 명확히 공지해놓았다.
| 기준               | 점수 | 세부 설명 |
| ------------------ | ---- | --- |
| 창의성, 독창성     | 5    | 문제 제기가 창의적이었는가? 문제 해결 방법에 있어서의 독창성이 있는가?                                                          |
| 사전 조사          | 5    | 과학 서적의 조사와 참고 문헌의 사용을 했는가?                                                                                   |
| 과학적 논리성      | 5    | 가설이 타당하고, 연구 목적이 명확하며, 변인이 무엇인지 명확하게 했는가?                                                         |
| 과학적 방법        | 5    | 과학적 방법론을 따르려고 노력하고 작품 을 깊게 연구했는가? 연구와 실험에 있어서 적절한 절차와 밥법을 따랐는가?                  |
| 자료 처리          | 5    | 표, 차트, 그래프와 같은 자료를 올바르게 기록하고 전시했는가? 자료를 적절하게 분석했는가?                                        |
| 결론               | 5    | 논리적 결론을 도출했으며, 자료와 결론이 일관성이 있는가? 후속 연구를 위한 제안이 있는가?                                        |
| 적용               | 5    | 연구 결과를 실생활에 적용할 수 있는가? 사회에 기여할 여지가 있는가?                                                             |
| 조사 능력과 노력   | 5    | 연구 진행에 대한 노력과 기술은 어느 정도인가? 자료 수집할 때 사용된 장비나 기술을 얼마나 이해하는가? 얼마나 많은 연구를 했는가? |
| 연구에 대한 이해도 | 5    | 학생의 연구의 각 단계에 대한 이해도는 어느 정도인가?                                                                            |
| 작품 전시          | 5    | 작품 전시가 조직적인가? 실험 일지는 성실하게 작성되어 있는가?                                                                   |
| 총점               | 50   | |